# Балафон
Балафон — ударный музыкальный инструмент, идиофон. Характерен для многих стран Африки: Мозамбик, Ангола, Бенин, Габон, Гамбия, республика Конго, Камерун, Малави, Мали, Сенегал, Чад и на Мадагаскаре.
Это музыкальный инструмент типа ксилофона, разновидность маримбы имеет резонаторы в основном из высушенной тыквы.
Инструмент состоит из 15-22 прямоугольных дощечек, изготовленных из дерева Ши или других твердых пород. До обработки дощечки сушатся в натуральных условиях и на костре, при настройке их подпиливают до получения нужного звука. Под дощечками размещены резонаторы из горлянки. В них часто насыпают мелкие камешки или высушенные семена, что приводит к более грязному и дребезжащему звуку. Части балафона соединяются между собой кожаными ремешками.
Как и на других подобных инструментах, на балафоне играют специальными палочками. Он используется бродячими артистами-гриотами как в качестве солирующего инструмента, так и для сопровождения пения. Также балафон используется для общения:
«…ноты балафона – не просто ноты, а целый язык. Каждая нота имеет своё значение. Например, поутру человек просыпается, играет мелодию, и сосед приносит ему молоко… Или на балафоне они передают приветствия соседней деревне. Я легко выучил ноты и некоторые фразы, и мы смогли общаться»Хуан Гарсиа-Эррерос, интервью в InRock.

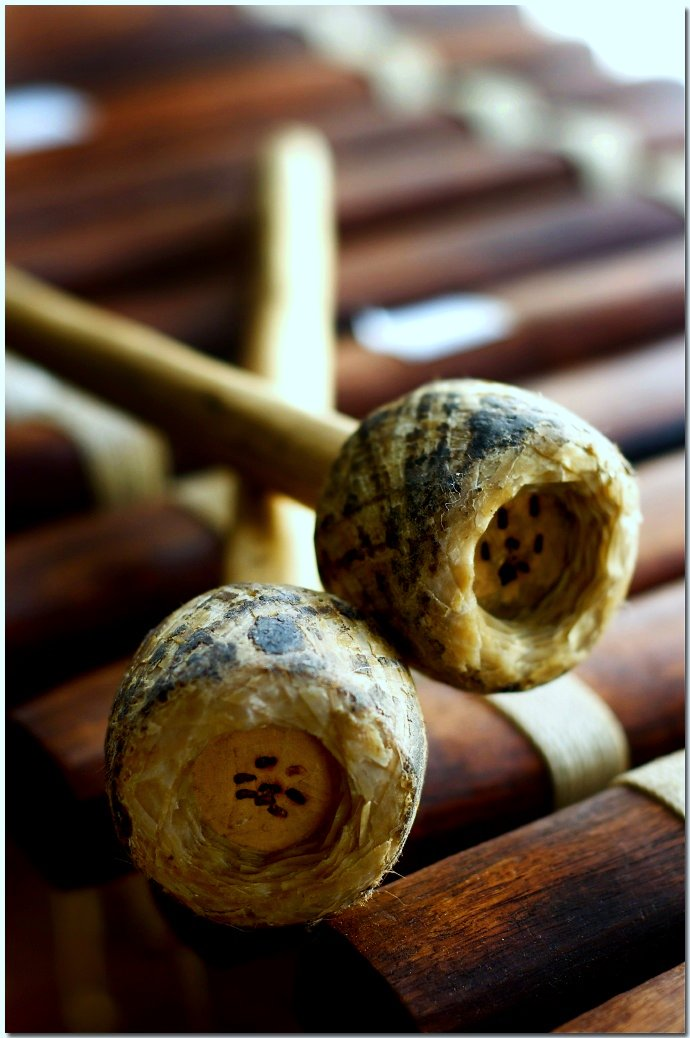
Палочки для балафона

Традиции, связанные с игрой на Балафоне у сусу, живущих в Гвинее, а также традиции, связанные с игрой на Балафоне у сенуфо, живущих в Буркина-Фасо, Кот-д’Ивуаре и Мали, включены в список нематериального культурного наследия человечества ЮНЕСКО. 

## История
История балафона связана с легендами о создании империи Мандинка. Согласно им, король Сундиата Кейта, объединил враждующие племена в XIII-XIV веках, после чего началась эпоха мира и процветания. Гриоты были придворными музыкантами империи Мандинка, а балафон – одним из используемых ими инструментов. Согласно преданиям, балафон Сундиате подарили духи, а первый музыкант Бала Куяте, игравший на нем, лишился своего имени – его заменило название этого инструмента. Таким образом, его собственная личность отошла на второй план по сравнению с его ролью исполнителя на балафоне. По некоторым версиям, у него были подрезаны сухожилия, поэтому он не мог ходить и ничего не делал, кроме как исполнял музыку при дворе короля.